# تورمس
في الديانة الأترورية، كان تورمس (بالإنجليزية: Turms)‏ يعادل اسم ميركوري الروماني وهيرميس اليوناني، وكلاهما إله التجارة والإله الرسول بين الناس والآلهة. تم تصويره بنفس السمات المميزة مثل هيرميس وميركوري: الصولجان، والبيتاسوس (غالبًا ما يكون مجنحًا)، و/أو الصندل المجنح. تم تصويره على أنه رسول الآلهة، وخاصة تينيا (المشتري).